# 瓦尔巴赖
瓦尔巴赖（Valparai），是印度南部泰米尔纳德邦Coimbatore县的一个城镇。总人口94962（2001年）。

## 人口
该地2001年总人口94962人，其中男性46910人，女性48052人；0—6岁人口9956人，其中男5010人，女4946人；识字率72.26%，其中男性为80.27%，女性为64.44%。